# Kościół Świętych Piotra i Pawła w Tłumaczowie
 Kościół pw. śś. Piotra i Pawła w Tłumaczowie – kościół z XVII w. we wsi Tłumaczów, wpisany do rejestru zabytków nieruchomych województwa dolnośląskiego.
Zabytkowy kościół filialny parafii we Włodowicach zbudowany w 1661 mocno przebudowany w drugiej połowie XVIII w. i w XIX w.; kryty dachem dwuspadowym z ośmioboczną sygnaturką i latarnią zwieńczoną cebulastym hełmem. 

## Epitafia
Na ścianie kościoła znajduje się epitafium z czterema herbami: von Tschischwitz (LG), von Walditz (PG),  von Strachwitz (LD) i Waldau (PD) oraz dwa epitafia w murze z XVIII w. okalającym kościół z herbami von Tschischwitz (L), von Walditz (P). Jedno z nich Carla von Tschischwitza (zm. 1580) z Wojborza i Tłumaczowa, drugie, 13-letniego dziecka (zm. 1613).

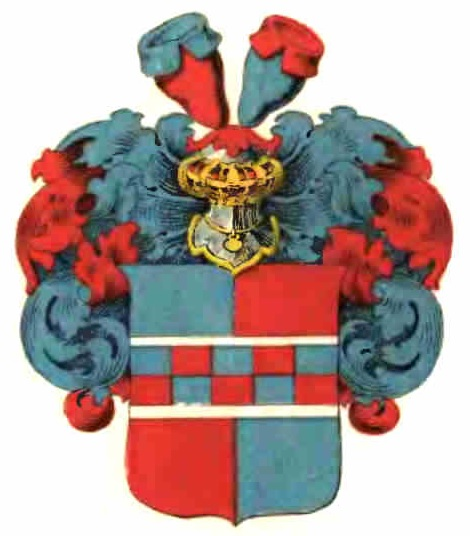
Herb v. Tschischwitz
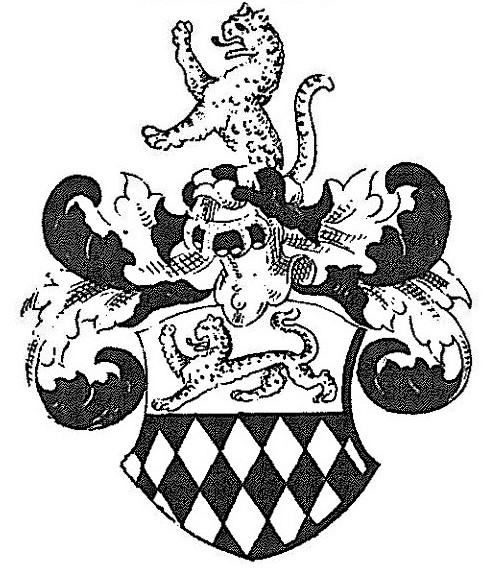
Herb von Walditz
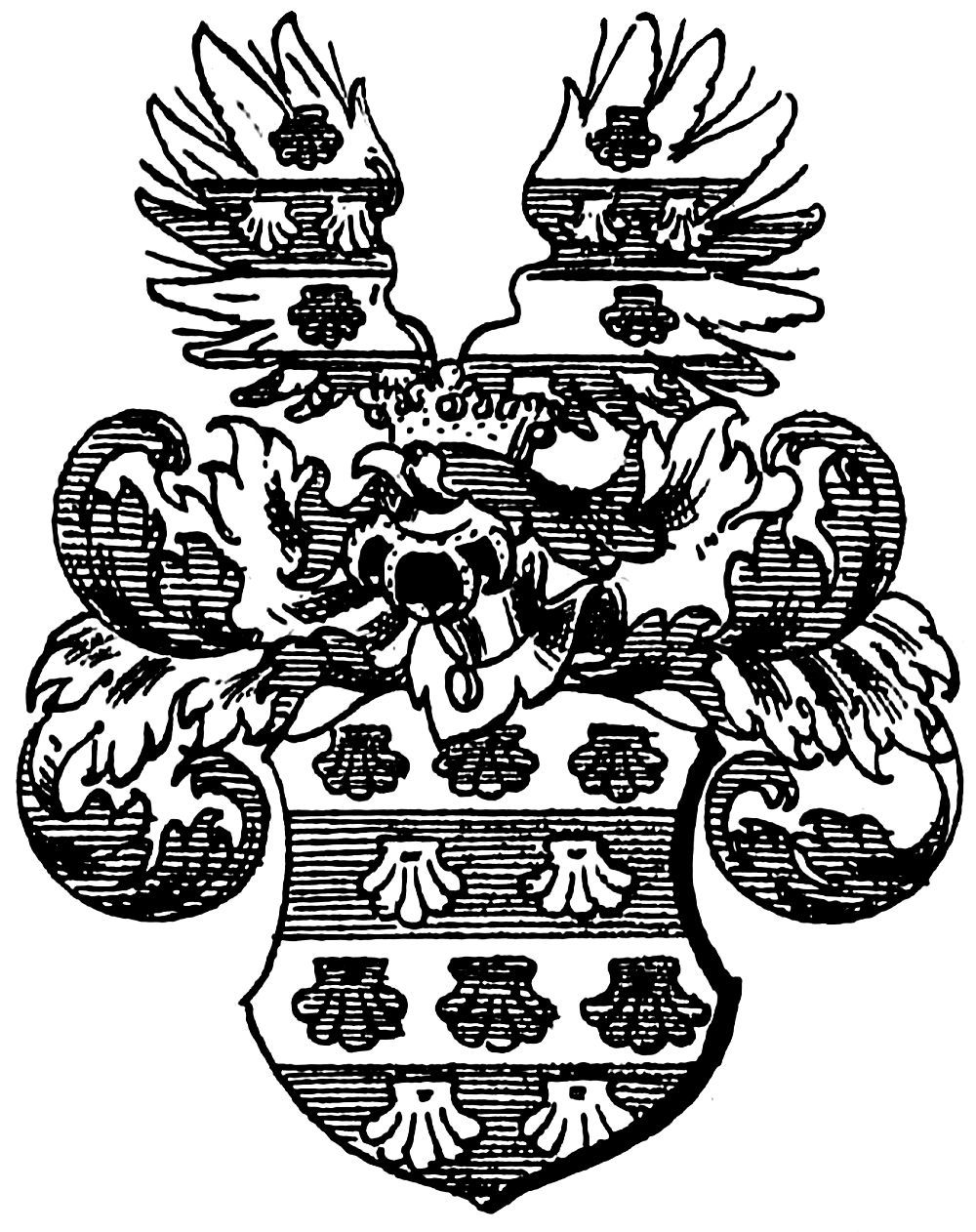
Herb von Strachwitz zu Gäbersdorf
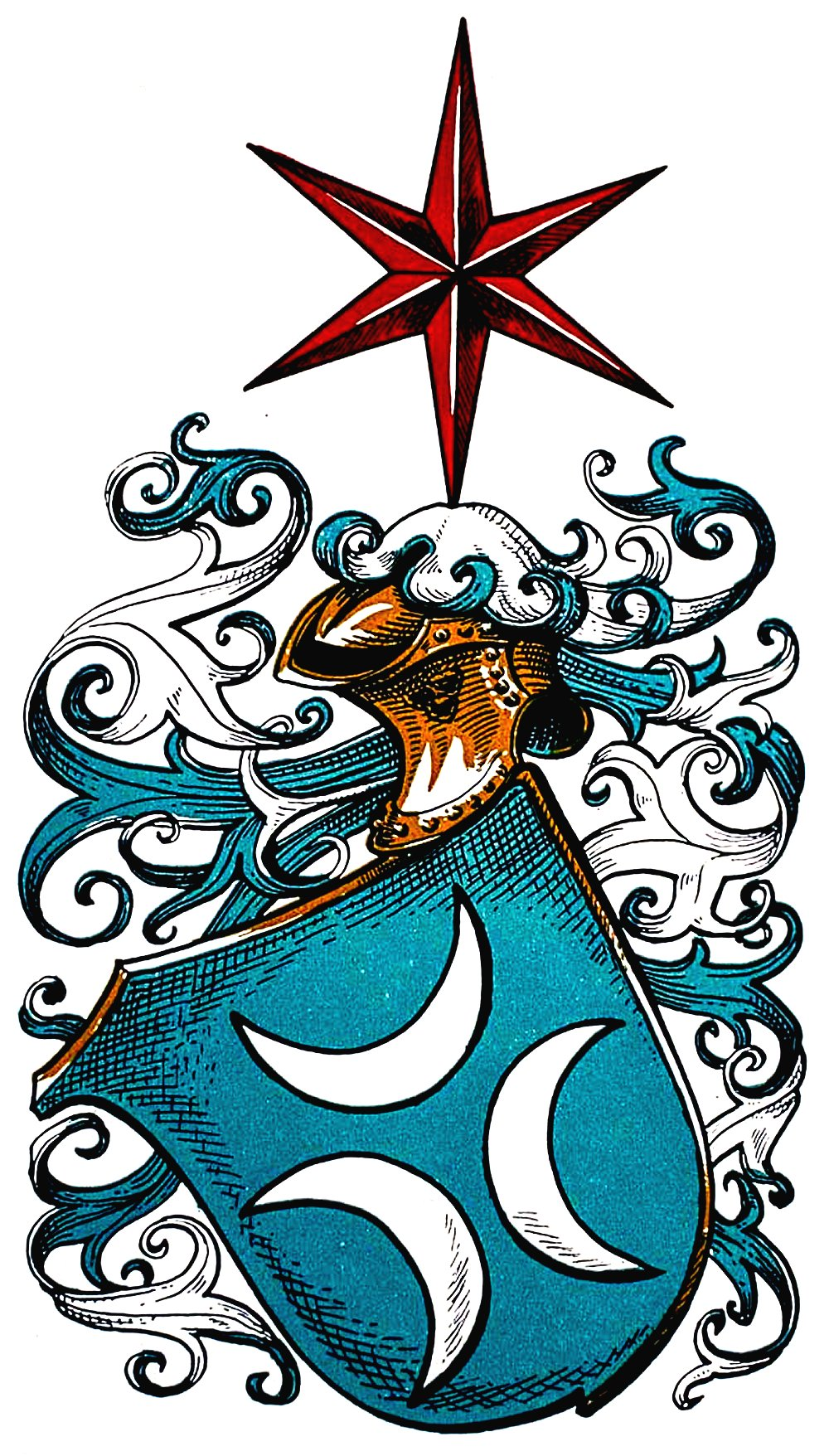
Herb von Waldau

## Zobacz
- Dwór w Tłumaczowie